# Ричмонд (Техас)
Ричмонд (англ. Richmond) — город, расположенный на юго-востоке штата Техас (США), примерно в 40 км юго-западнее Хьюстона и в 220 км юго-восточнее Остина. Ричмонд является окружным центром округа Форт-Бенд. Согласно Бюро переписи населения США, по переписи 2010 года население Ричмонда составляло 11 679 человек. 

## История

Расположение Ричмонда в округе Форт-Бенд, а также округа Форт-Бенд в штате Техас

Первое поселение на месте будущего города датируется началом 1822 года, когда там разбили лагерь члены колонии Стивена Остина. Вскоре ими был построен деревянный форт на берегу реки Бразос, который назывался Форт-Бенд (Fort Bend) или Форт-Сетлмент (Fort Settlement). Поселение под названием Ричмонд (названное в честь английского Ричмонда) было основано в начале 1837 года, а в мае того же года 19 населённых пунктов, включая Ричмонд, получили городские права согласно решению Конгресса Республики Техас. Решение о создании округа Форт-Бенд было принято 29 декабря 1837 года, а 13 января 1838 года по результатам голосования жителей округа было решено сделать Ричмонд окружным центром.
К 1851 году в Ричмонде были два магазина, методистская церковь, масонский зал, кирпичное здание окружного суда, а также школа совместного обучения — Ричмондская мужская и женская академия (англ. Richmond Male and Female Academy). В 1855 году к Ричмонду была проложена железная дорога компании Buffalo Bayou, Brazos and Colorado Railway, введение в строй которой ускорило рост торговли и промышленности в городе. В окрестностях Ричмонда создавались хлопковые плантации, что также способствовало развитию города, который к 1859 году стал центром продажи и транспортировки хлопка. В нём был построен склад для хранения хлопка, две гостиницы и другие торговые здания.

## Население
Согласно переписи населения 2010 года, в Ричмонде проживали 11 679 человек, включая 3517 домашних хозяйств.
Расовый состав:
- 60,6 % белых
- 18,0 % чёрных и афроамериканцев
- 0,9 % коренных американцев
- 1,0 % азиатов
- 17,0 % других рас
- 2,5 % принадлежащих к двум или более расам

Доля испаноязычных жителей любых рас составила 55,4 %.
Возрастное распределение: 27,0 % младше 18 лет (из них 8,2 % младше 5 лет), 61,7 % от 18 до 64 лет, и 11,3 % возраста 65 лет и старше. На каждые 100 женщин было 112,3 мужчин (то есть 47,1 % женщин и 52,9 % мужчин).

## География
Ричмонд расположен на юго-востоке Техаса, примерно в 40 км юго-западнее Хьюстона и в 220 км юго-восточнее Остина.

## Климат
Согласно классификации климатов Кёппена, климат Ричмонда относится к типу Cfa — влажный субтропический климат.
| Показатель                    | Янв. | Фев. | Март | Апр. | Май | Июнь | Июль | Авг. | Сен. | Окт. | Нояб. | Дек. | Год  |
| ----------------------------- | ---- | ---- | ---- | ---- | --- | ---- | ---- | ---- | ---- | ---- | ----- | ---- | ---- |
| Абсолютный максимум, °C       | 31   | 31   | 33   | 37   | 39  | 41   | 41   | 42   | 41   | 36   | 33    | 31   | 42   |
| Средний суточный максимум, °C | 18   | 20   | 23   | 27   | 30  | 33   | 34   | 35   | 33   | 28   | 23    | 19   | 26,9 |
| Средний суточный минимум, °C  | 5    | 7    | 10   | 14   | 18  | 21   | 22   | 22   | 20   | 15   | 11    | 6    | 14,3 |
| Абсолютный минимум, °C        | −11  | −7   | −6   | 2    | 7   | 7    | 15   | 16   | 6    | 0    | −6    | −13  | −13  |
| Норма осадков, мм             | 99   | 75   | 81   | 82   | 103 | 124  | 99   | 99   | 121  | 128  | 108   | 93   | 1212 |
| Источник: www.weather.com     |      |      |      |      |     |      |      |      |      |      |       |      |      |

## Образование
Школы Ричмонда принадлежат Ламарскому объединённому независимому школьному округу (англ. Lamar Consolidated Independent School District) и Форт-Бендскому независимому школьному округу (англ. Fort Bend Independent School District).

## Транспорт
- Автомобильное сообщение
  - Основные автомобильные дороги, пересекающие Ричмонд:
    -  US 90 Alternate (англ. US Highway 90 Alternate) подходит к Ричмонду с востока (со стороны Хьюстона и Шугар-Ленда), пересекает центральную часть города и продолжается на запад, в сторону Розенберга и Гонзалеса.
    -  US 59 (англ. US Highway 59) /  I-69 (англ. Interstate 69) проходит вдоль южной оконечности Ричмонда с северо-востока (со стороны Хьюстона) и продолжается на юго-запад, в сторону Виктории.

## Фотогалерея
|  |  |  |  |